# Radisson Hotels & Resorts
Radisson Hotels & Resorts est un groupe hôtelier américain exploitant 435 hôtels dans 61 pays, pour un total de 102 000 chambres division de Radisson Hotel Group. Elle exploite plusieurs marques dont Radisson Blu. Le siège social du groupe se trouve à Minnetonka dans le Minnesota.

## Histoire
Le premier hôtel Radisson fut construit à Minneapolis en 1945 : il fut nommé en l'honneur de l'explorateur et coureur des bois  français du XVIIe siècle Pierre-Esprit Radisson,. La société fut achetée par Carlson Hotels en 1962 et est détenue en 2009 par Carlson Companies, un conglomérat fondé par Curt Carlson.
En août 2018, HNA Group vend une participation de 51 % de Radisson Holdings à un consortium incluant Jinjiang, consortium qui annonce son intention de monter sa participation à 100 % dans Radisson Holdings.

## Aux États-Unis

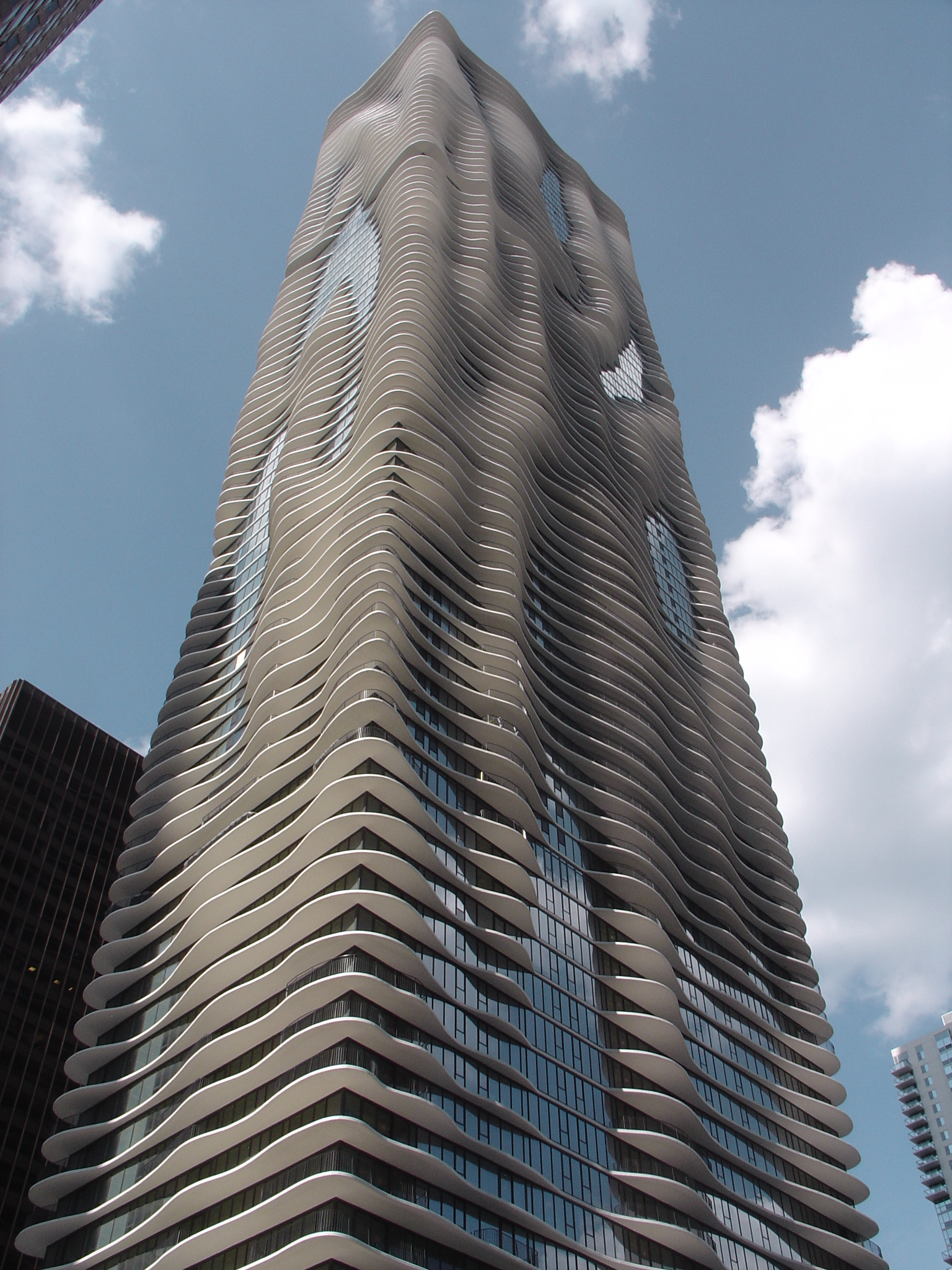
Radisson Blu Aqua hotel à Chicago.

En 2009, la plupart des hôtels de la marque Radisson sont situés aux États-Unis où l'on compte 359 établissements.
Le siège social de Radisson sert aussi de siège social à Carlson Companies.

## Hors États-Unis

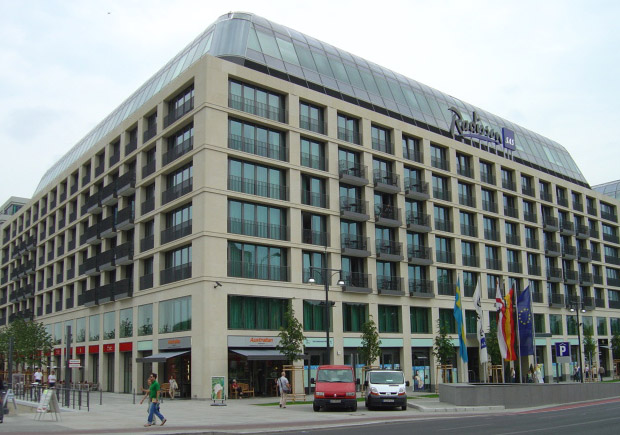
L'hôtel Radisson à Berlin en 2004.

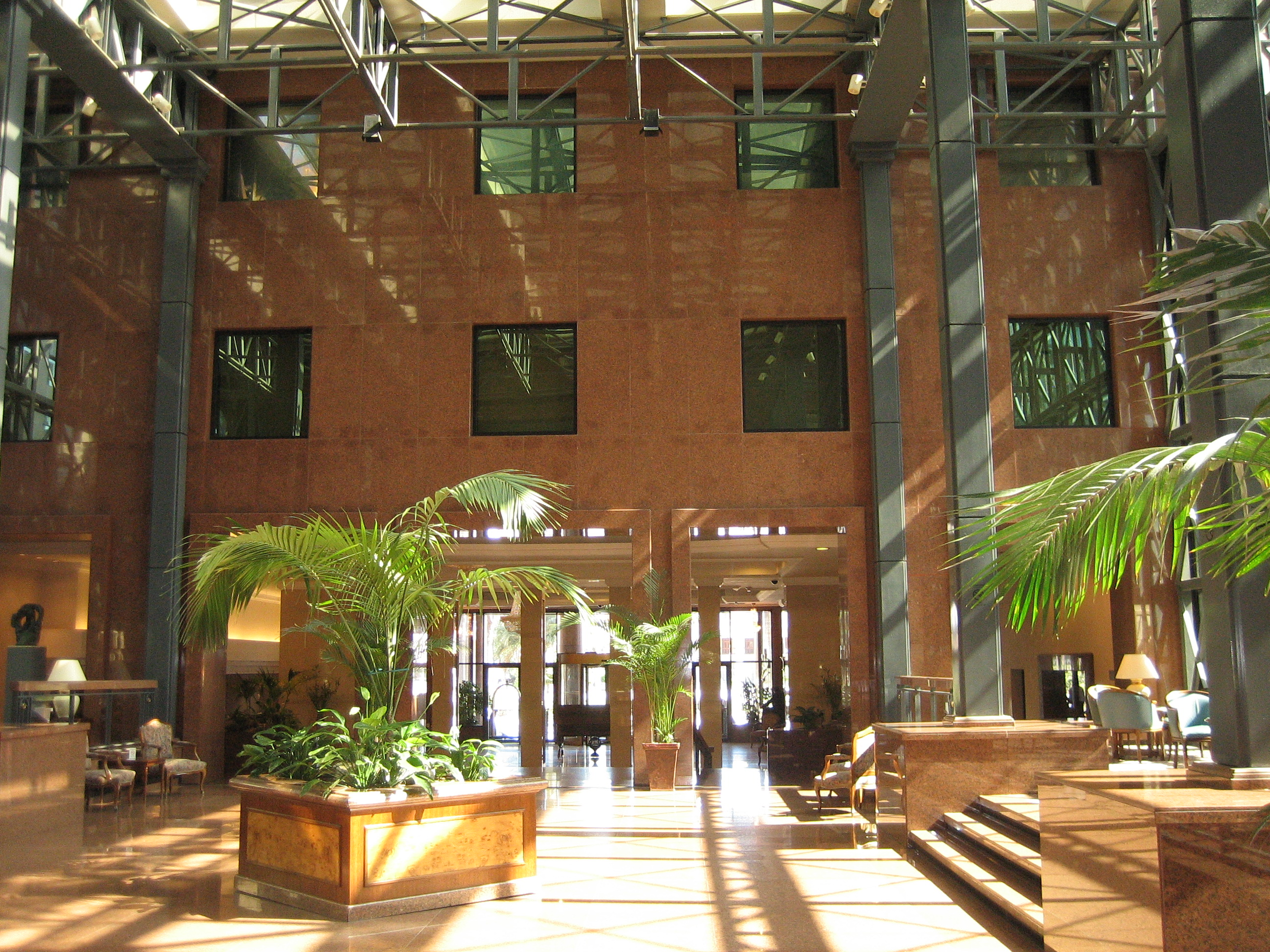
L'hôtel Radisson à Montevideo, Uruguay

Radisson Blu est le nom des hôtels en dehors des États-Unis. Ils sont opérés par la firme hôtelière belge Rezidor Hotel Group en vertu d'un contrat de franchise signé avec Carlson Hotels. Carlson et Scandinavian Airlines System (SAS) détenaient une partie du Rezidor Hotel Group, d'où son premier nom : Radisson SAS. Lorsque SAS s'est retiré, le nom Radisson SAS est resté jusqu'au 5 février 2009. Radisson Blu sera progressivement introduit dans les marchés en dehors des États-unis
En 2009, Radisson Blu opère 158 hôtels.
Le 20 novembre 2015, l'hôtel Radisson de Bamako au Mali a fait l'objet d'une prise d'otage de 170 personnes, le bilan est de 22 morts.

### Radisson Edwardian
Radisson Edwardian est la marque d'un groupe d'hôtels de luxe au Royaume-Uni, qui seraient « au cœur de Londres, Heathrow et Manchester. » Il y a 13 hôtels de cette marque. Ce groupe est également détenu par Carlson Hotels.

## Marques
- Radisson
- Radisson Red
- Radisson Blu (anciennement Radisson SAS)
- Radisson Edwardian